# Лагерь Бовингтон
Лагерь Бовингтон — военная база в Дорсете, Англия. В нём расположен Центр бронетехники, бывший Центр Королевского бронекорпуса. В нём также расположены казарма «Алленби» и казарма «Стенли». К лагерю прилегает танковый музей Бовингтон.